# Таба-Хубелу
Таба-Хубелу (англ. Thaba-Khubelu) — одна з місцевих громад, що розташована в районі Цгачас-Нек, Лесото. Населення місцевої громади у 2006 році становило 5 219 осіб.